# 욕망의 모호한 대상
《욕망의 모호한 대상》(Cet Obscur Object Du Desir, That Obscure Object Of Desire)은 프랑스, 스페인에서 제작된 루이스 부뉴엘 감독의 1977년 드라마 영화이다. 페르난도 레이 등이 주연으로 출연하였고 세르지 실버맨 등이 제작에 참여하였다.
1898년 소설 The Woman and the Puppet에 기반을 둔다. 또, 이 영화는 부뉴엘 감독이 1983년 7월 사망하기 전까지 마지막 감독 영화이기도 하다.
근래 수년 간 이 영화는 비평가들로부터 좋은 평가를 받았다.

## 출연

### 주연
- 페르난도 레이

### 조연
- 캐롤 부케
- 안젤라 몰리나

## 기타
- 원작자: 피에르 루이
- 의상: 실비 드 세곤자크